# Haydar al-Kouzbari
Pour les articles homonymes, voir Haydar.
Haydar al-Kouzbari (Damas, 1920 - Damas, 1996) est un militaire syrien responsable du coup d'État mettant fin à la République arabe unie.
Kouzbari est issu d'une célèbre famille de Damas. Le père d'Haydar est le cheikh Yassine Kouzbari.
Kouzbari rejoint l'armée syrienne, après l'indépendance du pays vis-à-vis de la France. Il combat avec l'armée de libération arabe pendant la guerre israélo-arabe de 1948. Pendant son service dans l'armée, il est promu commandant.
Après l'union de la Syrie et de l'Égypte en 1958, qui crée la République arabe unie, il s'oppose à l'influence de l'Égypte sur la politique syrienne.
Le 28 septembre 1961, Kouzbari procède à un coup d'État, entraînant la rupture de l'union entre la Syrie et l'Égypte.
C'est ainsi que son cousin, Maamoun al-Kouzbari devint le président de la république syrienne.